# Sloboda Nebîlivska, Rojneativ
Sloboda Nebîlivska (în ucraineană Слобода Небилівська) este un sat în comuna Nebîliv din raionul Rojneativ, regiunea Ivano-Frankivsk, Ucraina.

## Demografie
Componența lingvistică a localității Sloboda Nebîlivska
     Ucraineană (99,53%)
     Alte limbi (0,47%)
Conform recensământului din 2001, majoritatea populației localității Sloboda Nebîlivska era vorbitoare de ucraineană (99,53%), existând în minoritate și vorbitori de alte limbi.